# Femme de la rue
Femme de la rue ist ein belgischer Dokumentarfilm aus dem Jahr 2012, der von verbaler sexueller Belästigung auf den Straßen rund um den zentralen Brüsseler Anneesens-Platz handelt. Die Filmstudentin Sofie Peeters wollte mit ihrer Masterarbeit auf das Ausmaß der von ihr selbst oft erlebten Belästigungen und Beleidigungen aufmerksam machen. Der Film löste in Belgien und Frankreich Debatten über Sexismus und Rassismus aus.

## Handlung
Peeters ist auch Protagonistin des Films. Bekleidet mit Jeans und Strickjacke, in anderen Szenen mit einem Sommerkleid und halbhohen Stiefeln, geht die junge Frau die Straßen entlang und wird dabei mit versteckter Kamera gefilmt. Neben Einladungen zum Kaffee oder eindeutigen Aufforderungen zum Sex wird sie als „Hure“ oder „Schlampe“ bezeichnet, Männer zischen und pfeifen ihr hinterher. In weiteren Szenen spricht Peeters mit Frauen über deren Strategien, Belästigungen zu vermeiden. Sie verzichten auf das Tragen von Röcken, meiden bestimmte Straßen und machen dafür Umwege und versuchen jeglichen Blickkontakt mit Männern auf der Straße zu meiden. Eine der Frauen berichtet, sie verzichte darauf den öffentlichen Nahverkehr zu benutzen, eine andere schützt sich durch Kopfhörer vor abfälligen Bemerkungen. Eine der jungen Frauen wird beim Auszug aus dem Viertel gezeigt, sie gibt die sexuellen Belästigungen als Grund an, die Gegend zu verlassen.
Peeters konfrontiert ihre Belästiger direkt mit der Kamera und fragt sie nach den Gründen. Als Antwort wird ihr gesagt, sie habe die Kommentare selbst verschuldet, da sie sich „aufreizend“ kleide und ohne männliche Begleitung unterwegs sei. Sie solle die Sprüche nicht ernst nehmen und sich geschmeichelt fühlen. Für die Männer sei es nur ein Zeitvertreib Frauen anzusprechen. Ein junger Mann erklärt die Belästigungen damit, dass junge Männer in islamischen Communities durch die Tabuisierung von Sexualität sexuell frustriert seien.

## Rezeption
Der 24-minütige Film verbreitete sich rasch über das Internet und stieß auf großes Interesse. In Belgien diskutierten Politiker danach über sexuelle Belästigung und darüber, wie man strafrechtlich dagegen vorgehen kann. Seit September 2012 droht Tätern ein Bußgeld von 250 Euro für verbale sexuelle Belästigungen. Unter den Twitter-Hashtags #harcelementderue (Belästigung auf der Straße) und später dann auch #harcelementdemetro (Belästigung in der Metro) teilten Betroffene ihre eigenen Erfahrungen mit sexueller Belästigung im öffentlichen Raum. Die französische feministische Organisation „Osez Le Feminisme“ verlinkte den Film mit einem eigenen Comic, der im Gegenzug zeigt, wie Frauen auf der Straße Männer belästigen.
Da die Täter in dem Dokumentarfilm oft nicht-belgischer Herkunft sind und viele von ihnen nach Sprache und Aussehen zu beurteilen offenbar aus dem nordafrikanischen Raum stammen, wurde Peeters vielfach mit Rassismusvorwürfen konfrontiert. Sie verteidigte sich, indem sie in einem Interview sagte, im Film gehe es ihr mehr um den sozialen Status des Viertels als um Fragen der ethnischen Herkunft. Sie sagte, neun von zehn Tätern seien zwar ausländischer Herkunft, warnte aber davor, alle in einen Topf zu werfen.